# مواو (چاتیسگار)
مواو (به انگلیسی: Mowa) یک منطقهٔ مسکونی در هند است که در بخش رایپور واقع شده‌است. مواو ۱۳٬۶۹۷ نفر جمعیت دارد.